# Kupagyőztesek Európa-kupája
A kupagyőztesek Európa-kupája (ismertebb néven KEK) egy nemzetközi labdarúgókupa volt klubcsapatok számára, amelyet az Európai Labdarúgó-szövetség szervezett. A kupában a nemzeti labdarúgókupák győztesei indulhattak. Az első szezont 1960–61-ben, az utolsót pedig 1998–99-ben tartották.
Megszűnése előtt a KEK-et tartották a második legrangosabb európai, kluboknak kiírt versenynek a Bajnokok ligája/Bajnokcsapatok Európa-kupája után és az UEFA-kupa előtt (ez a gyakorlatban úgy nyilvánult meg, hogy a KEK-győztes volt a BEK/BL győztesének ellenfele az UEFA-szuperkupa döntőjében; illetve ha egy csapat a KEK-ben és UEFA-kupában is indulási jogot szerzett, előbbiben vehetett részt).  Ennek ellenére sokan úgy gondolták, ezt a kupát lehetett megnyerni a legkönnyebben a három közül. Azonban a kupa története során egy klubnak sem sikerült megvédenie a címét.
1972-től a verseny győztese a BEK győztesével mérkőzhetett meg az UEFA-szuperkupában. A KEK megszűnése után az UEFA-kupa győztese játszik a Bajnokok Ligája-győztes csapattal.

## A kupa formátuma
A KEK 39 éves történetében a mérkőzéseket minden körben oda-visszavágós rendszerben tartották meg, míg a döntőket egy előre kiválasztott helyszínen, egy mérkőzésen bonyolították le. Egyedül a legelső döntőt tartották két részben, ahol a Rangers csapata játszott a Fiorentinával.
A résztvevők a nemzeti kupák győztesei voltak. Amennyiben egy országban ugyanaz a csapat nyerte a bajnokságot és a kupát, a kupa második helyezettje indulhatott (illetve a legtovább jutott olyan csapat, amelyik nem szerzett jogot BEK/BL-indulásra).

## Döntők
| 1999. május 19. |

| SS Lazio | 2–1 | RCD Mallorca |
| -------- | --- | ------------ |
|          |     |              |

| Villa Park, Birmingham |

| 1998. május 13. |

| Chelsea | 1–0 | VfB Stuttgart |
| ------- | --- | ------------- |
|         |     |               |

| Råsunda Stadion, Stockholm |

| 1997. május 14. |

| Barcelona | 1–0 | Paris Saint-Germain |
| --------- | --- | ------------------- |
|           |     |                     |

| De Kuip, Rotterdam |

| 1996. május 8. |

| Paris Saint-Germain | 1–0 | Rapid Wien |
| ------------------- | --- | ---------- |
|                     |     |            |

| Baldvin király Stadion, Brüsszel |

| 1995. május 10. |

| Real Zaragoza | 2–1 (h. u.) | Arsenal |
| ------------- | ----------- | ------- |
|               |             |         |

| Parc des Princes, Párizs |

| 1994. május 5. |

| Arsenal | 1–0 | Parma FC |
| ------- | --- | -------- |
|         |     |          |

| Parken Stadion, Koppenhága |

| 1993. május 12. |

| Parma FC | 3–1 | Royal Antwerp |
| -------- | --- | ------------- |
|          |     |               |

| Wembley Stadion, London |

| 1992. május 6. |

| Werder Bremen | 2–0 | Monaco |
| ------------- | --- | ------ |
|               |     |        |

| Estádio da Luz, Lisszabon |

| 1991. május 15. |

| Manchester United | 2–1 | Barcelona |
| ----------------- | --- | --------- |
|                   |     |           |

| De Kuip, Amszterdam |

| 1990. május 9. |

| Sampdoria | 2–0 (h. u.) | Anderlecht |
| --------- | ----------- | ---------- |
|           |             |            |

| Nya Ullevi, Göteborg |

| 1989. május 10. |

| Barcelona | 2–0 | Sampdoria |
| --------- | --- | --------- |
|           |     |           |

| Wankdorf Stadion, Bern |

| 1988. május 11. |

| KV Mechelen | 1–0 | AFC Ajax |
| ----------- | --- | -------- |
|             |     |          |

| Stade de la Meinau, Strasbourg |

| 1987. május 12. |

| AFC Ajax | 1–0 | Lokomotive Leipzig |
| -------- | --- | ------------------ |
|          |     |                    |

| Spiros Louis Stadion, Athén |

| 1986. május 2. |

| Gyinamo Kijev | 3–0 | Atlético Madrid |
| ------------- | --- | --------------- |
|               |     |                 |

| Stade de Gerland, Lyon |

| 1985. május 15. |

| Everton | 3–1 | Rapid Wien |
| ------- | --- | ---------- |
|         |     |            |

| De Kuip, Rotterdam |

| 1984. május 16. |

| Juventus | 2–1 | FC Porto |
| -------- | --- | -------- |
|          |     |          |

| St. Jakob Stadion, Bázel |

| 1983. május 11. |

| Aberdeen | 2–1 (h. u.) | Real Madrid |
| -------- | ----------- | ----------- |
|          |             |             |

| Nya Ullevi, Göteborg |

| 1982. május 12. |

| Barcelona | 2–1 | Standard de Liège |
| --------- | --- | ----------------- |
|           |     |                   |

| Camp Nou, Barcelona |

| 1981. május 13. |

| Dinamo Tbiliszi | 2–1 | Carl Zeiss Jena |
| --------------- | --- | --------------- |
|                 |     |                 |

| Rheinstadion, Düsseldorf |

| 1980. május 14. |

| Valencia      | 0–0 (h. u.) | Arsenal |
| ------------- | ----------- | ------- |
|               |             |         |
| Büntetőpárbaj |             |         |
|               | 5–4         |         |

| Heysel Stadion, Brüsszel |

| 1979. május 10. |

| Barcelona | 4–3 (h. u.) | Fortuna Düsseldorf |
| --------- | ----------- | ------------------ |
|           |             |                    |

| St. Jakob Stadion, Bázel |

| 1978. május 3. |

| Anderlecht | 4–0 | Austria Wien |
| ---------- | --- | ------------ |
|            |     |              |

| Parc des Princes, Párizs |

| 1977. május 11. |

| Hamburger SV | 2–0 | Anderlecht |
| ------------ | --- | ---------- |
|              |     |            |

| Olimpiai Stadion, Amszterdam |

| 1976. május 5. |

| Anderlecht | 4–2 | West Ham United |
| ---------- | --- | --------------- |
|            |     |                 |

| Heysel Stadion, Brüsszel |

| 1975. május 14. |

| Gyinamo Kijev | 3–0 | Ferencváros |
| ------------- | --- | ----------- |
|               |     |             |

| St. Jakob Stadion, Bázel |

| 1974. május 8. |

| 1. FC Magdeburg | 2–0 | AC Milan |
| --------------- | --- | -------- |
|                 |     |          |

| De Kuip, Rotterdam |

| 1973. május 16. |

| AC Milan | 1–0 | Leeds United |
| -------- | --- | ------------ |
|          |     |              |

| Kaftanzoglio Stadion, Szaloniki |

| 1972. május 24. |

| Rangers | 3–2 | Gyinamo Moszkva |
| ------- | --- | --------------- |
|         |     |                 |

| Camp Nou, Barcelona |

| 1971. május 19. |

| Chelsea | 1–1 (h. u.) | Real Madrid |
| ------- | ----------- | ----------- |
|         |             |             |

| Karaiszkákisz Stadion, Pireusz |

| 1971. május 21. |

| Chelsea | 2–1 | Real Madrid |
| ------- | --- | ----------- |
|         |     |             |

| Karaiszkákisz Stadion, Pireusz |

| 1970. április 29. |

| Manchester City | 2–1 | Górnik Zabrze |
| --------------- | --- | ------------- |
|                 |     |               |

| Prater Stadion, Bécs |

| 1969. május 21. |

| Slovan Bratislava | 3–2 | Barcelona |
| ----------------- | --- | --------- |
|                   |     |           |

| St. Jakob Stadion, Bázel |

| 1968. május 23. |

| AC Milan | 2–0 | Hamburger SV |
| -------- | --- | ------------ |
|          |     |              |

| De Kuip, Rotterdam |

| 1967. május 31. |

| Bayern München | 1–0 (h. u.) | Rangers |
| -------------- | ----------- | ------- |
|                |             |         |

| Frankenstadion, Nürnberg |

| 1966. május 5. |

| Borussia Dortmund | 2–1 (h. u.) | Liverpool |
| ----------------- | ----------- | --------- |
|                   |             |           |

| Hampden Park, Glasgow |

| 1965. május 19. |

| West Ham United | 2–0 | 1860 München |
| --------------- | --- | ------------ |
|                 |     |              |

| Wembley Stadion, London |

| 1964. május 13. |

| Sporting CP | 3–3 (h. u.) | MTK |
| ----------- | ----------- | --- |
|             |             |     |

| Heysel Stadion, Brüsszel |

| 1964. május 15. |

| Sporting CP | 1–0 | MTK |
| ----------- | --- | --- |
|             |     |     |

| Bosuil Stadion, Antwerpen |

| 1963. május 15. |

| Tottenham Hotspur | 5–1 | Atlético Madrid |
| ----------------- | --- | --------------- |
|                   |     |                 |

| De Kuip, Rotterdam |

| 1962. május 10. |

| Atlético Madrid | 1–1 | Fiorentina |
| --------------- | --- | ---------- |
|                 |     |            |

| Hampden Park, Glasgow |

| 1962. szeptember 5. |

| Atlético Madrid | 3–0 | Fiorentina |
| --------------- | --- | ---------- |
|                 |     |            |

| Gottlieb-Daimler-Stadion, Stuttgart |

| 1961. május 17. |

| Rangers | 0–2 | Fiorentina |
| ------- | --- | ---------- |
|         |     |            |

| Ibrox Park, Glasgow |

| 1961. május 27. |

| Fiorentina | 2–1 | Rangers |
| ---------- | --- | ------- |
|            |     |         |

| Stadio Comunale, Firenze |

## Gólkirályok szezononként
| Szezon  | Játékos                                                        |
| ------- | -------------------------------------------------------------- |
| 1960–61 | Kurt Hamrin                                                    |
| 1961–62 | Göröcs János                                                   |
| 1962–63 | Georgi Aszparuhov / Jimmy Greaves                              |
| 1963–64 | Mascarenhas                                                    |
| 1964–65 | Pierre Kerkhoffs / Václav Mašek / Gustav Mraz                  |
| 1965–66 | Lothar Emmerich                                                |
| 1966–67 | Roger Claessen                                                 |
| 1967–68 | Uwe Seeler                                                     |
| 1968–69 | Carl-Heinz Rühl                                                |
| 1969–70 | Włodzimierz Lubański                                           |
| 1970–71 | Włodzimierz Lubański                                           |
| 1971–72 | Peter Osgood                                                   |
| 1972–73 | Luciano Chiarugi                                               |
| 1973–74 | Jupp Heynckes                                                  |
| 1974–75 | Willy van der Kuijlen                                          |
| 1975–76 | Rob Rensenbrink                                                |
| 1976–77 | Dimitar Milanov                                                |
| 1977–78 | Ab Gritter / Ferdinand Keller / François Van der Elst          |
| 1978–79 | Alessandro Altobelli                                           |
| 1979–80 | Mario Kempes                                                   |
| 1980–81 | David Cross                                                    |
| 1981–82 | Ramaz Shengelija / Eddy Voordeckers                            |
| 1982–83 | Santillana                                                     |
| 1983–84 | Viktor Gracsev / Mark McGhee / Szergej Morozov                 |
| 1984–85 | Valerij Gazzajev / Andy Gray / Antonín Panenka                 |
| 1985–86 | Igor Bilanov / Oleg Blohin / Frank Lippmann / Alexandr Zavarov |
| 1986–87 | John Bosman                                                    |
| 1987–88 | Paulinho Cascavel                                              |
| 1988–89 | Hriszto Sztoicskov                                             |
| 1989–90 | Gianluca Vialli                                                |
| 1990–91 | Roberto Baggio                                                 |
| 1991–92 | Lipcsei Péter                                                  |
| 1992–93 | Alexandre Czerniatynski                                        |
| 1993–94 | Ivajlo Andonov / Eoin Jess / Ulf Kirsten / Alon Mizrahi        |
| 1994–95 | Ian Wright                                                     |
| 1995–96 | Petr Samec                                                     |
| 1996–97 | Robbie Fowler                                                  |
| 1997–98 | Pasquale Luiso                                                 |
| 1998–99 | Alon Mizrahi                                                   |